# Імішлинський район
Імішлінський район (азерб. İmişli rayonu) — адміністративна одиниця на півдні Азербайджана. Район розташований в Кура-Аракській низовині, на рівнинах Міль і Мугань. Адміністративний центр — місто Імішлі.

## Історія
В серпні 1930 року був утворений район Карадонлу. Заснований ще в період царської Росії Карадонлу належав спочатку до Сальянського повіту, а потім — до Джавадського. Карандолу було одним з давніх сіл району. Розташування на торгових дорогах та дорогах, якими проходили каравани, на березі річки Аракс, достаток води та родючі землі були сприятливими для розвитку тут сільського господарства, особливо рослинництва. Ще задовго до жовтневого перевороту на цих територіях були проведені масштабні меліораційні роботи, побудовані іригаційні споруди та організовано інтенсивне зрошувальне рослинництво. В 1906 році в Карадонлу почала діяти перша школа, існували жилі будинки, готелі, млини, магазини. Після утворення району Карадонлу тут були побудовані будинки експлуатаційних служб, лікарні та інші соціальні об'єкти. В 1933 році була побудована машинно-тракторна станція Карадонлу.
Побудова залізниці Алят-Міндживан створило передумови для перенесення центра району до залізничної станції, і, з цією метою, на території між селом Імішлі та Карадонлу було спроектовано двоповерхову цегляну будівлю, центр району було переведено сюди, і район було перейменовано на Імішлінський. В той час дана територія була вкрита лісами та заростями чагарників, але нове населення, очистивши територію, збудувало тут нові будівлі та вулицю. Село Імішлі, як новий районний центр, стало швидко розширюватися, тут було збудовано багато експлуатаційних будівель, вигляд села повністю змінився.
В 1944 році поселення Імішлі отримало статус селища міського типу, а в 1960 році статус міста. В 1959 році на території теперішнього Бахрамтепе на річці Аракс був спроектований унікальний для того періоду гідровузол. Канали, Баш Мугань та Азізбеков, що починалися тут, постачали водою не тільки Імішлінський район, але і Саатлінські, Сабірабідські та Білясуварські посіви. В той же період на території міста відкрилася майстерня піску-гравію, завод залізобетонних виробів.

## Політичний устрій
З моменту утворення району головою місцевої влади є перший секретар партійного комітету Імішлінського району. Першими секретарями партійного комітету Імішлінського району були:
| - Солтанов, Ага — з 1930 по 1931 - Ейюбов, Осман — з 1931 по 1933 - Шихсеїдов, Мірза — з 1933 по 1936 - Магсудов, Магсуд — з 1936 по 1937 - Атакішиєв, Мамед — з 1937 по 1938 - Мамедов, Мамед — з 1938 по 1939 - Велієв, Амікіши — з 1939 по 1940 - Сеїдов, Баба — з 1940 по 1941 - Ахмедов, Ахмед — з 1941 по 1942 - Самедов, Ібрагім — з 1942 по 1946 - Ісаєв, Мамед — з 1946 по 1947 - Шихалієв, Солтан — з 1947 по 1948 - Гулієв, Хідаят — з 1948 по 1951 | - Алієв, Мірага — з 1951 по 1952 - Ефендієв, Бахман — з 1952 по 1954 - Гасімов, Мамедалі — в 1954 - Асланов, Рза — з 1954 по 1958 - Мамедов, Абдул-Рахман — з 1958 по 1959 - Керімов, Акбер — з 1959 по 1961 - Алієв, Асад — з 1961 по 1963 - Гулієв, Алі — з 1963 по 1968 - Керімов, Ніяз — з 1968 по 1978 - Ісмаілзаде, Гадір — з 1978 по 1988 - Рустамова, Заріда — з 1988 по 1990 - Бейлеров, Хангусейн Дунямали огли — з 1990 по 1991 |

Після проголошення незалежності Азербайджану Головою Імішлінського району є Голова виконавчої влади. Голови виконавчої влади:
- Бейлеров, Хангусейн Дунямали огли — з 1991 по 1992
- Акберов, Іттізам — з 1992 по 2 листопада 1993
- Бейлеров, Хангусейн Дунямали огли — 2 листопада 1993 по 1995
- Мамедов, Алі — з 1995 по 2000
- Гулієв Відаді Аллахверді огли — з 2000 по 30 вересня 2004
- Агаєв Абульфаз Юсіф огли — з 30 вересня 2004 по квітень 2012
- Гаджієв Вільям — з квітня 2012г

## Адміністративний устрій
| - Allahmədətli - Аранли (азерб. Aranlı) - Агамалилар (азерб. Ağamalılar) - Агамамедлі (азерб. Ağaməmmədli) - Агджюйюр (азерб. Ağcüyür) - Бошчалилар (азерб. Boşçalılar) - Bəcirəvan - Бахрамтепе (азерб. Bəhrəmtəpə) - Джавадханли (азерб. Cavadxanlı) - Cəfərli - Göbəktala - Göhərli - Хаджіалмурадли (азерб. Hacıalmuradlı) - Hacırüstəmli - Кюрдмахмудлу (азерб. Kürdmahmudlu) - Мірілі (азерб. Mirili) - Мурадалили (азерб. Muradalılı) - Мурадханли (азерб. Muradxanlı) - Мургузалили (азерб. Murğuzalılı) - Mürsəlli - Məhəmmədli - Мамедлі (азерб. Məmmədli) - Məzrəli - Нурулу (азерб. Nurulu) | - Оруджлу (азерб. Oruclu) - Отузікі (азерб. Otuziki) - Карадонлу (азерб. Qaradonlu) - Карагювендіклі (азерб. Qaragüvəndikli) - Гаралар (азерб. Qaralar) - Qaraqaşlı - Qaravəlili - Гулубейлі (азерб. Qulubəyli) - Кизилкенд (азерб. Qızılkənd) - Rəsullu - Сариханли (азерб. Sarıxanlı) - Солтанмурадли (азерб. Soltanmuradlı) - Телішлі (азерб. Telişli) - Хошчобанли (азерб. Xoşçobanlı) - Xubyarlı - Xəlfəli - Yalavac - Юхари Гаралар (азерб. Yuxarı Qaralar) - Чахар (азерб. Çahar) - Чахирли (азерб. Çaxırlı) - Ölcələr - Шахвердили (азерб. Şahverdili) - Алігулулар (азерб. Əliqulular) - Əlyetməzli |

## Визначні місця
- Кургани Мухуртепе, Гизилтепе, Гаратепе, Гошатепе и Єдді оймаг
- Городище «Дяйірман єрі» (IX—XIII ст.)
- Руїни Галаджі, що відносяться до XII—XIII ст. — знаходяться за 17 км від дороги Бахрамтепе-Білясувар (на правому березі зрошувального колектору імені Азізбекова).
- Мельниця, пам'ятник IX—XIII століть — знаходяться за 2 км на північний-захід від поселення Бахрамтепе